# Xanthorhoe scoriaria
Xanthorhoe scoriaria là một loài bướm đêm trong họ Geometridae.